# ایزولاسیون الکتریکی

استفاده از ترانسفورماتور، رایج‌ترین مثال برای ایزولاسیون الکتریکی است.

اپتوکوپلر، (ایزولاسیون نوری) یک روش پرکاربرد در ایزولاسیون مدارهای دیجیتال است.

دو ساختار اپتوکوپلر؛ یک ال‌ای‌دی (قرمز) و یک سنسور نوری (سبز) در یک محفظه قرار می‌گیرند.

ایزولاسیون الکتریکی یا ایزولِش الکتریکی یا جداسازی الکتریکی  (به انگلیسی: Galvanic isolation)، جلوگیری از برقراری ناخواسته جریان الکتریکی میان قسمت‌های مختلف یک مدار یا سیستم الکتریکی است. در این روش، انرژی یا اطلاعات به روش‌های دیگری از جمله خازنی، القایی، الکترومغناطیسی، نوری، صوتی، یا مکانیکی رد و بدل می‌شوند.
ایزولاسیون الکتریکی زمانی لازم می‌شود که باید دو یا چند مدار الکتریکی که در ولتاژهای متفاوت کار می‌کنند با هم ارتباط پیدا کنند. این، روشی مؤثر برای از بین بردن حلقه زمین با جلوگیری از برقراری ناخواسته جریان میان قسمت‌های مختلفی است که اتصال زمین مشترک دارند. هم‌چنین از ایزولاسیون الکتریکی برای ایمنی و جلوگیری از شوک الکتریکی در اثر عبور ناخواسته جریان از بدن انسان استفاده می‌شود.

## روش‌ها

### ترانسفورماتوری
سیم پیچ اولیه و ثانویه ترانسفورماتور به هم وصل نمی‌شوند، بلکه با شار مغناطیسی کوپل می‌شوند. گرچه ترانسفورماتور معمولاً برای تغییر ولتاژ استفاده می‌شود، در ترانسفورماتور جداساز (ایزولاسیون)، از نسبت دور اولیه به ثانویه ۱:۱ استفاده می‌شود. در اتوترانسفورماتور یک رسانا اتصال سیم پیچ‌ها را فراهم می‌کند بنابراین اتوترانسفورماتور ایزوله‌کننده نیست.
اگر دو سیستم الکترونیکی یک زمین مشترک داشته باشند، از هم ایزولاسیون الکتریکی نشده‌اند. زمین مشترک به‌طور معمول (و عمدی) به بخش‌های عملیاتی (الکترونیک، ولتاژ کم) در مدار وصل نیست، اما ممکن است وصل شود. برای همین، ترانسفورماتورِ جداساز، اتصال زمین ندارد.

### ایزوله‌کننده نوری (اپتوکوپلر)
ایزوله‌کننده نوری، اطلاعات را با امواج نوری انتقال می‌دهد.. فرستنده (منبع نور) و گیرنده (حساس به نور)، الکتریکی به هم وصل نمی‌شوند؛ این دو به‌طور معمول درون پوشش پلاستیکی یا سرامیکی قرارمی‌گیرند.

### خازنی
خازن، جریان متناوب را عبور می‌دهد، اما جریان مستقیم را عبور نمی‌دهد؛ بنابراین، خازن‌ها می‌توانند یک سیگنال متناوب را میان قسمتهای مختلف مدار که ولتاژ مستقیم متفاوتی دارند، عبور دهند. بسته به شرایط، خازن ممکن است دچار شکست الکتریکی، و اتصال کوتاه شود. بنابرین، ایزولاسیون از بین رفته و ممکن است خطر جانی در پی داشته‌باشد؛ بنابراین برای جداسازی خازنی و ایمنی، از خازنِ کلاس Y استفاده می‌شود.

### اثر هال
در این روش، با استفاده از یک حسگر اثر هال، یک سلف، اطلاعات را به‌طور مغناطیسی از یک شکاف کوچک انتقال می‌دهد. برخلاف جداسازی اپتوکوپلری، این جداسازی نیازی به منبع نوری ندارد و برخلاف جداسازی ترانسفورماتوری نیز، نیازی به متعادل‌سازی جریان مستقیم ندارد.

### مغنامقاومت
تزویج‌گرمغناطیسی از مغنامقاومت غول‌پیکر (GMR) برای تزویج از AC به DC استفاده می‌کند.

### رله
رله طرف سیم‌پیچ مغناطیسی را از طرف تیغه‌های اتصال ایزوله می‌کند.

## کاربردها
اپتوکوپلرها برای ایمنی و محافظت از تجهیزات، بخش‌های عملیاتی (الکترونیک، ولتاژکم) مدار را از بخش‌های دیگری که به ولتاژ زیاد یا شبکه برق وصل شده‌اند (الکتریک)، جدا می‌کند. برای نمونه، قطعات نیم‌رسانای قدرت متصل به ولتاژ خط، از راه اپتوکوپلر از مدارات ولتاژ-کمِ راه‌اندازی، فرمان می‌گیرند (سوییچ می‌شوند).
ترانسفورماتور ایزولاسیون، خروجی یک دستگاه را نسبت به زمین شناور می‌کند؛ و از برقراری حلقه زمین جلو می‌گیرد. ترانس ایزولاسیون، ایمنی یک وسیله برقی را افزایش می‌دهد؛ بنابراین اگر کسی، جایی از مدار را لمس کند، جریان میان او و زمین برقرار نمی‌شود. برای نمونه، پریزهای برق که برای ریش‌تراش برقی در نظر گرفته شده‌اند ممکن است از ترانسفورماتور ایزولاسیون برای جلوگیری از برق‌گرفتگی، در صورتی که ریش‌تراش در آب بیفتد، استفاده کنند.